# Béla Bodonyi
Béla Bodonyi (Jászdózsa, 14 settembre 1956) è un ex calciatore ungherese, di ruolo attaccante.